# Salzburg Ducks
Die Salzburg Ducks sind ein österreichisches American-Football-Team aus der Landeshauptstadt Salzburg. Sie spielen derzeit (2024) in der Austrian Football League, der höchsten Spielklasse in Österreich, geführt von Head Coach Joe Ashfield.
Die Ducks sind Nachfolger der 1982 gegründeten Salzburg Lions, die 1984 und 1989 österreichischer Meister wurden. 1990 fusionierten die Lions mit den Hallein Diggers zu den Salzburg Bulls. Die Salzburg Ducks entstanden 2013 als Abspaltung der Bulls, 2021 fusionierten die beiden Vereine unter dem Namen Ducks.

## Geschichte

### Salzburg Lions (1982–1990)
Die Salzburg Lions gründeten sich im Herbst 1982. In ihrem ersten Spiel unterlagen sie 1983 den 1979 gegründeten Vienna Ramblocks knapp mit 12:13. Lions, Rammbocks und Graz Giants organisierten die erste Staatsmeisterschaft, die heutige Austrian Football League. Deren erstes Finale, den Austrian Bowl I, gewannen die Salzburg Lions am 20. Oktober 1984 in Salzburg mit 27:10 gegen die Giants. Dabei wurden die Lions auch von US-amerikanischen Importspielern unterstützt. Auch 1987 zogen die Lions in den Austria Bowl ein, unterlagen den Giants aber mit 0:20. Das dritte Aufeinandertreffen mit den Grazern im Austrian Bowl gab es 1989, wo die Salzburger mit 34:0 die Oberhand behielten und zum zweiten Mal Staatsmeister wurden.

### Salzburg Bulls (1990–2021)
Im Herbst 1990 benannten sich die Salzburger in Salzburg Bulls um, nachdem sich die Hallein Diggers aufgelöst und geschlossen den Lions beigetreten waren. Die Vereinsfarben der Bulls waren Rot und Weiß. Die Bulls konnten 1993 in den Austrian Bowl IX einziehen, unterlagen aber den Feldkirch Oscar Dinos mit 10:45.
In der Saison 1994 steigen die Bulls in die zweite Liga ab, die sie 1995 gewannen. Auch nach dem Abstieg 1996 gelang 1997 der direkte Wiederaufstieg in die AFL. Dort konnten die Salzburger jedoch nicht an alte Erfolge anschließen und stiegen 2002 wieder ab. Während andere Teams finanzkräftige Sponsoren hatten, mussten die Salzburger sich allein auf den eigenen Nachwuchs stützen. Nach dem Gewinn des Silver Bowl (Meisterschaft der zweithöchsten Spielklasse Division I) 2003 verzichtete man auf den Aufstieg. 2004 bis 2006 unterlag man jeweils im Silver Bowl.
Nachdem die Bulls 2009 erneut den Silver Bowl verloren hatten, wurden die Salzburger durch eine Ligenreform in die AFL hochgezogen. Sowohl 2010 als auch 2011 landeten die Bulls mit sechs Niederlagen in sechs Spielen auf dem letzten Platz.
Ab 2012 spielten die Bulls mit einem verjüngten Team wieder in der Division I und stiegen 2013 in die Division II ab. Im selben Jahr entstanden die Salzburg Ducks als Abspaltung der Salzburg Bulls. Die Bulls stiegen 2016 durch eine Ligenreform in die Division I auf und belegten in den folgenden Jahren jeweils hintere Plätze.

### Salzburg Ducks (2013–2021)
Nach der Gründung 2013 nahmen die Ducks ab 2015 am Spielbetrieb des AFBÖ teil und arbeitete sich bis 2017 in die Division II hoch, deren Meisterschaft, den Iron Bowl, man 2019 mit 26:27 gegen die Znojmo Knights verlor.
Seit 2018 nimmt das Frauenteam unter dem Namen Salzburg Ducks Ladies an der AFL Division Ladies teil. 2021 zogen das Team in den Ladies Bowl ein, unterlag jedoch den Vienna Vikings Ladies mit 21:34.

### Salzburg Ducks (seit 2021)
2021 fusionierten Ducks und Bulls. Das Herrenteam trat in dieser Saison als Salzburg Football Team in der Division I an und gewann den Silver Bowl gegen die Vienna Vikings 2. Frauen- und Nachwuchsteams traten als Salzburg Ducks an, das Herrenteam ab 2022. In der Saison 2022 spielten die Ducks erstmals in der höchsten Liga des österreichischem Football, der AFL und erreichten mit vier Siegen und sechs Niederlagen den siebten Platz bei zehn Teilnehmern.